# Santa Cristina la Vetere

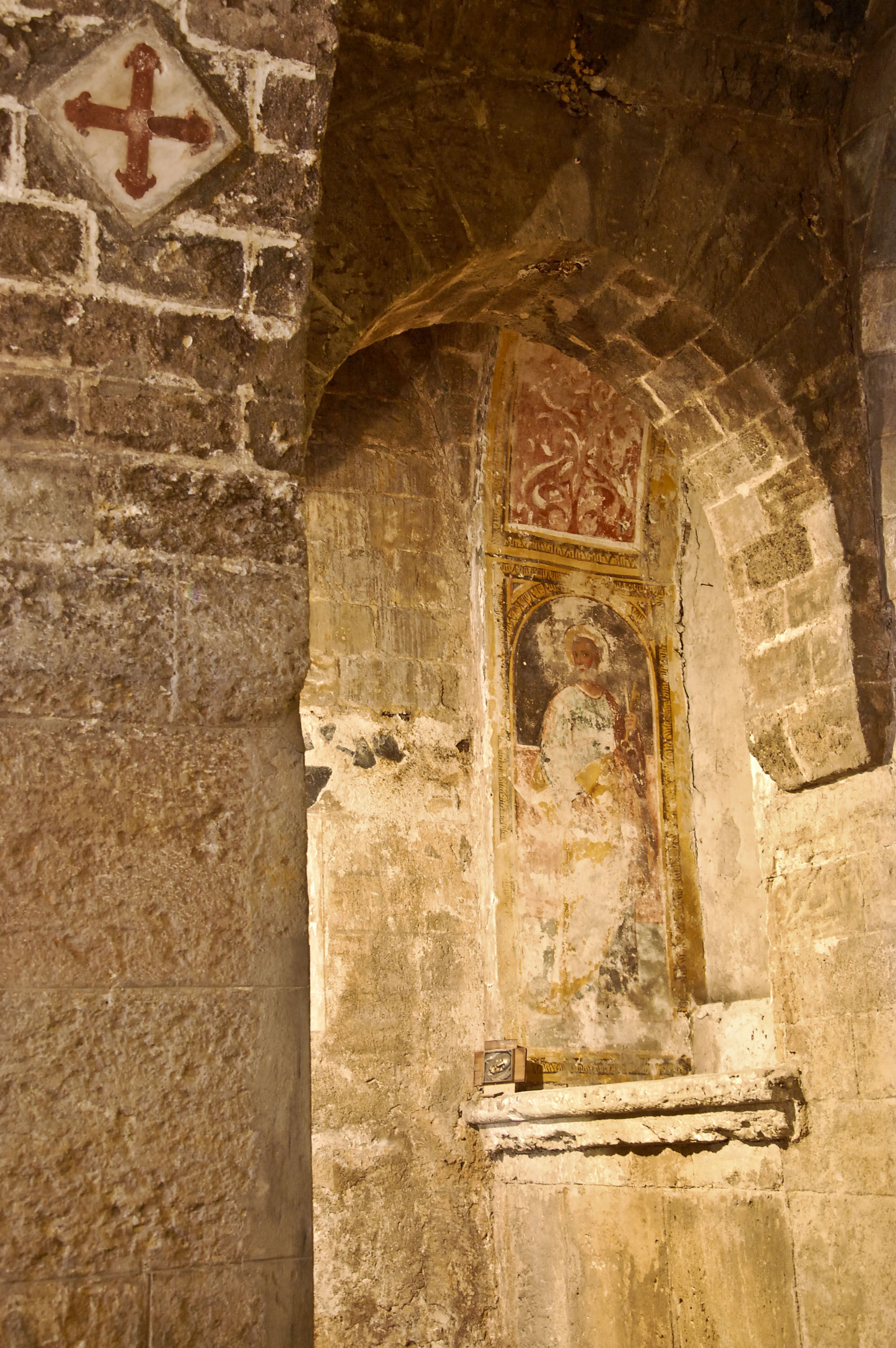
Fresken in Santa Cristina

Die Chiesa di Santa Cristina la Vetere ist eine Kirche in arabisch-normannischem Stil in Palermo.
Als Bestandteil der Krönungsloggia am Dom ist die Santa Cristina eine der ältesten Kirchen in Palermo. Ihr Eingang befindet sich in der Cortile die Pellegrini. Im Jahr 1160 schenkte das Städtchen Sepino (Provinz Campobasso) der Kathedrale von Palermo die Reliquien der Heiligen Christina von Bolsena, die im Jahr 1099 aus der Katakombe von Bolsena von Pilgern entführt und nach Sepino gebracht worden waren. Die Heilige wurde in Palermo zur Stadtpatronin erhoben. Daraufhin ordnete Erzbischof Gualtiero Offamilio (Walter of the Mill) 1171 den Bau der Kirche an, die nach ihrer Fertigstellung von den Zisterziensern betreut wurde. Nach Vollendung des Kathedralneubaus im Jahr 1185 übergab Kaiser Heinrich VI. sie dem Domkapitel von Palermo. 
1569 wurde die Kirche der „Vereinigung der Heiligen Dreifaltigkeit“ (Compagnia della Santissima Trinità) übergeben, die 1572 das Oratorio dei Pellegrini mit einem Hospital zur Unterbringung von Pilgern erbauten. Die Gebäude wurden später von den Olivetanern als Seminargebäude genutzt.

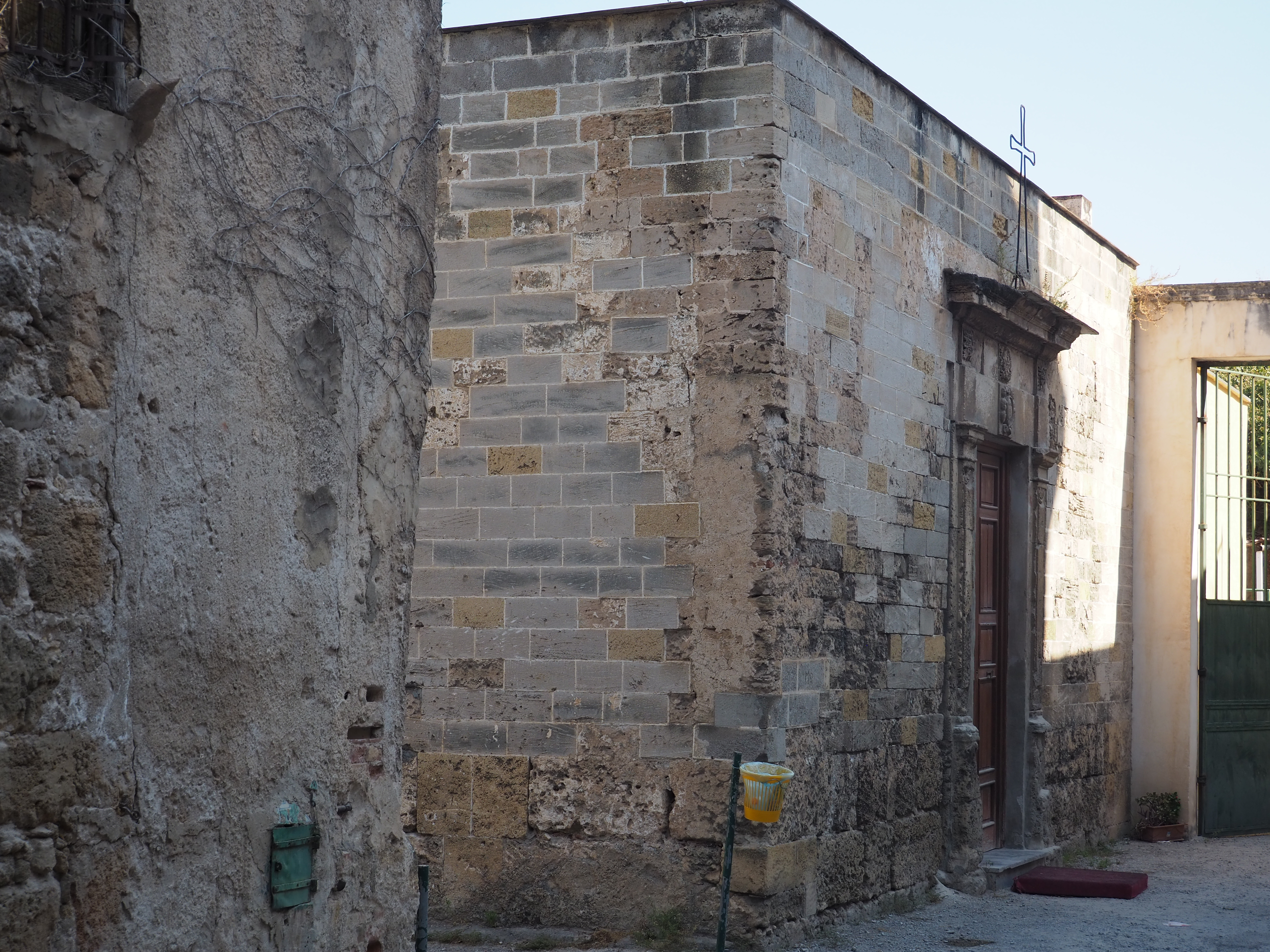
Church Santa Christina la vetere Palermo

Der Innenraum mit unverputztem Tuffsteinmauerwerk bildet ein Griechisches Kreuz mit einer quadratischen Vierung. Vier mächtige Säulen stützen die kreuzgratige Kuppel. Drei der vier Kreuzarme sind tonnengewölbt und die Lünetten der Apsis sind mit Stuck dekoriert.
Als einziger Schmuck auf dem blanken Mauerwerk haben sich Fresken mit Petrus und Paulus erhalten und rote Kreuze bedecken nach altem griechischem Ritus die Wände.